# Glaubenswerk
Glaubenswerk ist meistens die Selbstbezeichnung einer christlichen Institution, die durch Einzelpersonen oder bestimmte Gruppen gegründet wurde mit einem bestimmten Auftrag (Mission) und in bewusstem Verzicht auf Unterstützung durch etablierte Kirchen arbeitet. Im Englischen entspricht dem die Bezeichnung Faith mission.

## Merkmale
Ein Glaubenswerk ist gewöhnlich eine kleine Organisation, die durch Spenden finanziert wird und in dem einzelne Personen oder kleine Gruppen organisiert sind. Häufig entstammen „Glaubenswerke“ der Charismatischen Bewegung und der „überkonfessionelle“ Charakter wird betont. Viele Glaubenswerke engagieren sich als Pioniere in Arbeitsgebieten, die nicht im Bereich von etablierten Kirchen liegen.

## Begriffsgeschichte
Der Begriff stammt aus dem Umkreis der Erweckungsbewegung. Eines der ersten „Glaubenswerke“ entstand durch die Erweckungsbewegungen von Aloys Henhöfer (1789–1862) und Johannes Evangelista Goßner.
An verschiedenen Orten entstanden Gemeinschaften von Christen, die durch deren Predigten geprägt waren. Verschiedene Leiter solcher Gemeinschaften gründeten zusammen mit evangelischen Pfarrern am 24. Januar 1849 in Durlach den Evangelischen Verein für innere Mission Augsburgischen Bekenntnisses. Dabei betonten die Gründer auch mit dem Namen des Vereins die uneingeschränkte Übereinstimmung mit dem Augsburger Bekenntnis, welches in der badischen Unionsurkunde von 1821 durch verschiedene Formulierungen in seiner Geltung eingeschränkt worden war.
Der Verein stellte Reiseprediger ein, welche die verschiedenen zuvor entstandenen Gemeinschaften besuchen und neue gründen sollten. Während die ersten vier Prediger noch ohne theologische Ausbildung waren, kam 1856 der erste Prediger hinzu, der eine Chrischona-Ausbildung genossen hatte.
Auch die Berliner Stadtmission, die vor allem durch Paul Schneider bekannt geworden ist, wird als Glaubenswerk bezeichnet.
Im englischen Sprachraum war vor allem John F. MacArthur ein bekannter Gründer einer „Faith Mission“.

## Beispiele
- Die Bruderhand (Missionswerk)
- Glaubenszentrum Bad Gandersheim
- The Faith Mission
- Glaubenswerk Hamburg.
- Glaubenswerk-Bruderliebe.